# Óföldeák
Óföldeák é um município da Hungria, situado no condado de Csongrád-Csanád. Tem 35,09 km² de área e sua população em 2019 foi estimada em 481 habitantes.